# Хозяйственный процессуальный кодекс Украины
Хозяйственный процессуальный кодекс Украины (укр. Господарський процесуальний кодекс України) — кодифицированый нормативно-правовой акт, устанавливающий порядок судопроизводства в хозяйственных делах и делах о банкротстве на территории Украины.
Является основным источником хозяйственно-процессуальных норм. Иные нормативно-правовые акты, регулирующие порядок хозяйственного судопроизводства, принимаются в соответствии с кодексом.

## История
Первый украинский процессуальный кодекс. В первой редакции принят Верховной радой Украины 6 ноября 1991 года, а вступил в силу 1 марта 1992 года. До 2001 года назывался — Арбитражный процессуальный кодекс Украины.
С 15 декабря 2017 года действует новая редакция кодекса.

## Структура[4]
Кодекс состоит из 371 статьи, которые находятся в главах и разделах. Разделы:
- Общие положения;
- Приказное производство;
- Исковое производство;
- Пересмотр судебных решений;
- Процессуальные вопросы, связанные с исполнением судебных решений в хозяйственных делах;
- Судебный контроль за исполнением судебных решений;
- Производство в делах об обжаловании решений третейских судов и про выдачу приказов на принудительное исполнение решений третейских судов;
- Восстановление хозяйственным судом утерянного судебного дела;
- Заключительные положения;
- Переходные положения.